# سنوان (أرحب)

تعديل مصدري - تعديل

سنوان هي إحدى قرى عزلة بني على بمديرية أرحب التابعة لمحافظة صنعاء، بلغ تعداد سكانها 90 نسمة حسب تعداد اليمن لعام 2004.